# El tiempo nublado
El Tiempo Nublado (en inglés: Cloudy Times) es una película-documental paraguaya dirigida por Arami Ullon acerca de su relación con su anciana madre, que sufre de epilepsia y de la enfermedad de Parkinson. Esta película ilustra la intrincada y dolorosa situación por la que atraviesa la protagonista, al ser en la distancia, la única responsable de su madre. El Tiempo Nublado se presentó por primera vez el 28 de abril de 2014 en el Festival Internacional de Cine Visions du Réel de Suiza. Fue seleccionada como la entrada de Paraguay para el Óscar a la mejor película de habla no inglesa en la 88.º edición de los Premios Óscar, convirtiéndose en la primera película paraguaya en ser postulada al premio. Además fue seleccionada para representar a su país en los Premios Goya, Premio Iberoamericano de Cine Fénix y Premios Platino. El documental es una coproducción entre Suiza, donde reside la directora, y Paraguay.

## Sinopsis
Desde que Arami tiene memoria, su madre sufre de epilepsia y Parkinson. Como única hija de Mirna, Arami tuvo que hacerse responsable de sí misma y de su madre desde muy pequeña. Desde hace algunos años ella intenta construir su propia felicidad en Suiza, donde vive con su pareja, Patrick. Su madre sigue viviendo en Paraguay con Julia, una cuidadora sin preparación adecuada para la tarea, que se ocupa de ella durante todo el día a cambio de un salario modesto. Sin embargo, la salud de su madre se está deteriorando cada vez más. Julia ya no puede hacer frente a la situación y quiere dejar su trabajo. Ya que nadie, excepto Arami puede cuidar de su madre, ella emprende un viaje a Paraguay para buscar soluciones. Arami se da cuenta de que su madre requiere mayor supervisión y cuidado, y esto presenta una encrucijada: Cómo puede ella proveer el sustento para su madre y al mismo tiempo cuidarla? Debe abandonar sus sueños de realización personal y profesional para quedar al lado de Mirna? 

## Temas
Roles de Género
El Tiempo Nublado ilustra situaciones que reflejan la realidad de la sociedad paraguaya, así como las expectativas de los roles de la mujer. A través de sus diálogos, Mirna y Arami revelan que los padres de Arami se habían separado, por lo que Arami creció en una familia monoparental. En Paraguay, el 33% de las familias paraguayas tienen a una mujer como responsable.
La película retrata a Arami enfrentando la posibilidad de dejar su trabajo y su vida en Suiza para mudarse al Paraguay y cuidar de su madre, cuestionando su realización personal y profesional. Este es un retrato fiel de la situación de muchas mujeres paraguayas. La división del trabajo de acuerdo al género otorga una responsabilidad mucho mayor a las mujeres en cuanto al cuidado de los dependientes y adultos mayores. Esto, en combinación con las carencias en cuanto a las políticas y estructuras públicas de servicios, incide poderosamente en la reducción de oportunidades educativas y laborales de las mujeres en Paraguay.

## Reparto
- Arami Ullón
- Mirna Villalba, madre de Arami.
- Luis Ullón, padre de Arami.
- Julia González, es la persona a cargo del cuidado de Mirna al inicio de la película.
- Patrick Oser, pareja de Arami.
- Osvaldo Ortíz Faiman, amigo de Arami.

## Comentarios
Juan Carlos Maneglia, director, guionista y productor de cine:
"Muy emocionado de haber visto El Tiempo Nublado. A través de una relación madre-hija, Arami Ullón nos habla de la soledad, la culpa, la indiferencia en un tono muy delicado, muy preciso, muy cuidado. Toda la parte técnica... impecable! El montaje, la escenografía, el diseño sonoro... que hacen que El Tiempo Nublado sea una gran obra.
Fernando Moure, crítico de arte:
“El Tiempo Nublado, documental creación de la directora de Aramí Ullón trenza un delicado relato personal, familiar y social...hacer este tipo de cine de la realidad significa empoderar la verdad y la vida. Haciendo caer, como una hábil tejedora de imágenes y sonidos, una lluvia mansa capaz de despejar la tristeza y el olvido”
Patricia Venti, Cineasta:
"Me ha tocado profundamente. La forma en que la directora paraguaya Arami Ullón aborda temas tan delicados e íntimos como el cuidado de su madre enferma y la decisión de abandonar su vida construida lejos de ella o no, es simplemente magistral."
Montserrat Álvarez, editora del Suplemento Cultural del Diario ABC COLOR:
"La cámara de Aramí Ullón se presentó a mis ojos como un testigo paciente, calmo, fiable; testigo de los datos sensoriales que el azar envía siempre, testigo de lo real tal como se da en la acción y en el curso mismo, en este caso, del propio proceso fílmico, y, en esa medida, encuentro en la película de Aramí Ullón un documento veraz en lo que respecta a la atención y el registro de los lugares, las presencias, las palabras dichas." 
Ticio Escobar, crítico de arte:
"Recomiendo esa película!! Desarrolla un juego limpio pero, al mismo tiempo, se encuentra lleno de resonancias poéticas y sugerencias existenciales potentes".
Kike Sosa, crítico de cine:
"Arami Ullón presenta un documental que usa un lenguaje de ficción para retratar una historia de amor, remordimiento, mortalidad y la búsqueda de respuestas a cuestiones que bien podrían no tenerlas"...toma todas estas preguntas y las plasma de forma hermosa en pantalla, sin la pretensión de tener respuestas definitivas."
Rolando Gallego, crítico de cine:
"Arami Ullón produce un film terapéutico y esclarecedor para muchas personas que atraviesan o atravesaron la dura realidad de ver el proceso de enfermedad de un familiar y además profundiza sobre temas como identidad, vínculos, amor y principalmente compasión hacia los otros."
Pedro Fernández Mojuán, director y guionista:
"Un lúcido y sólido documental de la realizadora paraguaya Arami Ullón, que propone ingresar al interior de una familia y la resolución de sus tramas más dolientes en un momento particular de su historia".

## Alcance
El documental presenta a Arami buscando opciones para el cuidado de su madre, visitando oficinas, golpeando puertas, exponiendo las "carencias en la estructura publica y las politicas para los adultos mayores"  El doctor Iván Allende, responsable del Área Social de la ciudad de Asunción, explicó que la película, que expone "la cruel realidad" sirvió como inspiración para la creación de una guía de servicios para adultos mayores en un mapa en el que están "señalizados los servicios de salud y bienestar, de información y trámites, de atención integral, los centros municipales y los servicios comunitarios."  El mapa ilustran los servicios gratuitos disponibles en los 68 barrios de Asunción.

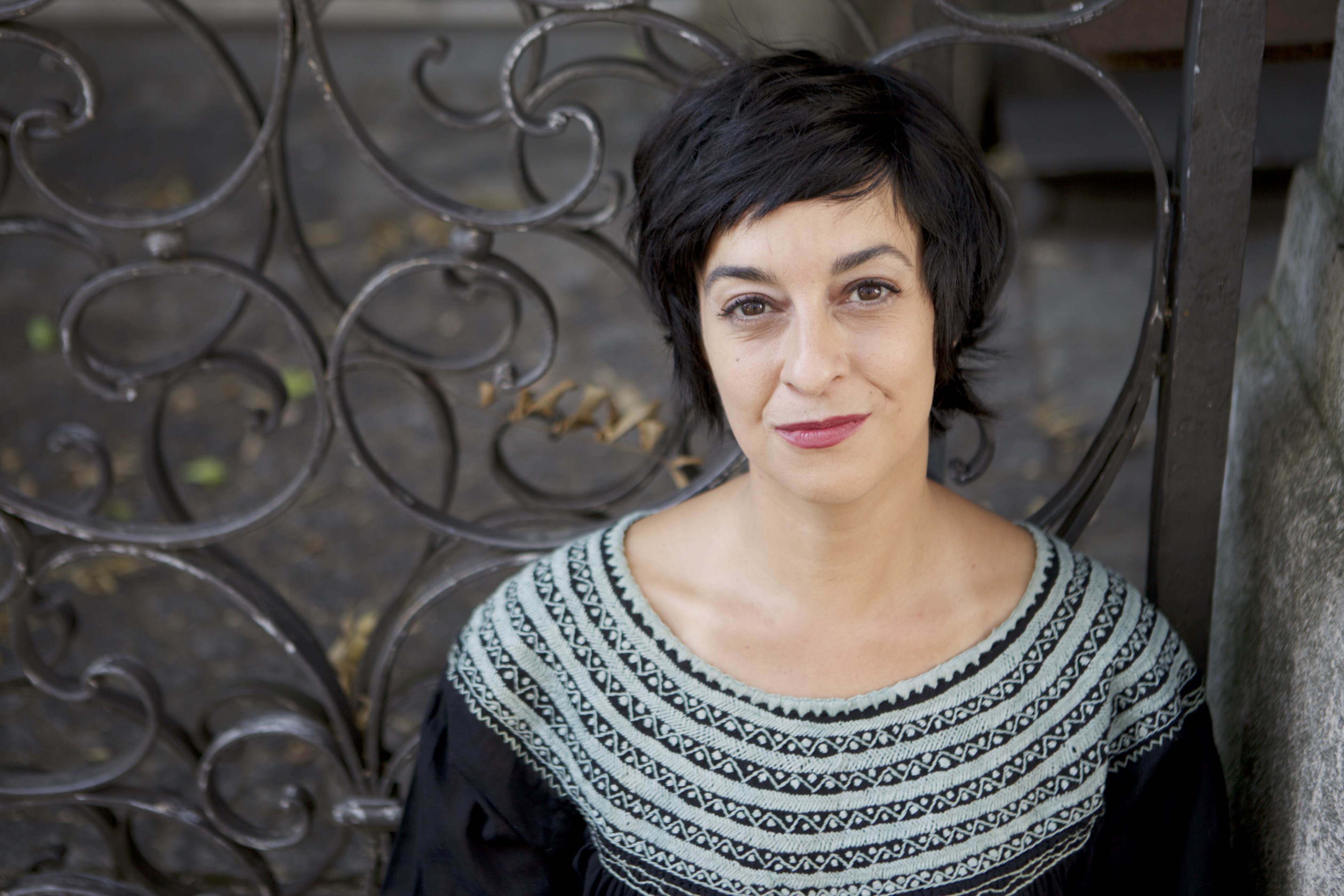
Arami Ullon es la productora, directora y protagonista de El Tiempo Nublado.

## Elección para participar en los Oscar
El largometraje fue seleccionado por 28 realizadores paraguayos, que forman parte del comité de la Academia de Artes y Ciencias Cinematográficas de Paraguay, presidida por Tana Schémbori (7 cajas). En un comunicado, la academia informó: “El Tiempo Nublado por Arami Ullón fue seleccionado por un amplio margen en un año en el que casi simultáneamente cuatro títulos fueron estrenados. Estamos celebrando un momento histórico para el cine paraguayo”.

## Estreno comercial en salas de cine
El Tiempo Nublado se estrenó comercialmente en el año 2014 en 10 ciudades suizas, por medio de la distribuidora suiza Cineworx Verleih, con sede en Basilea. 
Más adelante, tuvo su presentación comercial en el CCPA, (Asunción), en el 2015. Las presentaciones comerciales se extendieron también a Encarnación y Ciudad del Este. 
De la mano de la distribuidora austriaca ABC Films, fue también estrenada en las ciudades de Linz (Moviemento Kino), Innsbruck (Cinematograph Kino), y Graz (KIZ Royal Kino) y en varias salas de Viena. 

## Video on demand
La película fue adquirida por la plataforma especializada en documentales de autor, Doc Alliance, una de las líderes en este género. Desde todo el mundo, se puede acceder al filme ingresando a https://dafilms.com. Está disponible con subtítulos en alemán, español inglés y francés. Dentro de esta misma modalidad (Video on demand) el filme también puede ser visto desde las plataformas iTunes, Personal Play, iTunes, Personal Play, Filmmatique, Microsoft Store, YouTube, Amazon, y Google Play. La película puede ser encontrada tanto por su nombre en español, como por su nombre en inglés, Cloudy Times. Amazon distribuye la película bajo el nombre Storms of the Heart.

## DVD
La película en formato DVD es distribuida en Suiza por Cineworx Verleih.
En Paraguay, está disponible desde el 6 de noviembre de 2017. Su primera aparición fue con el diario Última Hora. Actualmente se encuentra en varios puntos de venta de Asunción, Fernando de la Mora y Aregua.

## Una selección de Festivales, Premios y nominaciones
| Año  | Festival                                                                        | Ciudad, País             | Galardones y nominaciones                   |
| ---- | ------------------------------------------------------------------------------- | ------------------------ | ------------------------------------------- |
| 2014 | Festival de Cine Documental Visions du Réel (Suiza)                             | Nyon, Suiza              | Premio Regards Neufs a la mejor ópera prima |
| 2014 | 67.º Lorcano Film Festival.                                                     | Lorcano, Suiza           |                                             |
| 2014 | 49th International Film Festival Karlovy Vary                                   | República Checa          | Competencia Internacional                   |
| 2014 | 3.º Festival Latinoamericano y Caribeño                                         | Berna, Suiza             |                                             |
| 2014 | Primer Festival de Cine de las Tres Fronteras                                   | Puerto Iguazú, Argentina |                                             |
| 2014 | Festival DocBuenosAires                                                         | Buenos Aires, Argentina  |                                             |
| 2014 | 16.ª Muestra Internacional documental Bogotá                                    | Bogotá, Colombia         |                                             |
| 2014 | Montreal International Documentary Festival                                     | Monterreal, Canadá       |                                             |
| 2014 | 56.º ZINEBI Festival Internacional de Cine Documental y Cortometrajes           | Bilbao, España           |                                             |
| 2014 | 16.º Festival Filmar en América Latina                                          | Ginebra, Suiza           |                                             |
| 2014 | Rencontres Internationales du Documentaire                                      | Montreal, Canadá         | Competencia Internacional                   |
| 2014 | Bratislava International Film Festival                                          | Eslovaquia               |                                             |
| 2014 | 36° Festival Internacional del Nuevo Cine Latinoamericano                       | Habana, Cuba             | Competencia Internacional                   |
| 2015 | Festival CineLatino de Toulouse                                                 | Toulouse, Francia        | Premio SIGNIS y Premio Lyceén               |
| 2015 | Basler Filme im Fokus                                                           | Basilea, Suiza           | Ganador del Premio a la Mejor Película      |
| 2015 | Curitiba International Film Festival                                            | Curitiba, Brasil         |                                             |
| 2015 | Latin American Film Festival                                                    | Canberra, Australia      |                                             |
| 2015 | Festival de Cine de la Orquídea                                                 | Cuenca, Ecuador          |                                             |
| 2015 | Festival Internacional de Derechos Humanos                                      | Buenos Aires, Argentina  |                                             |
| 2015 | Riviera Maya Film Festival                                                      | Playa del Carmen, Méjico |                                             |
| 2015 | Solothurn Film Festival                                                         | Estocolmo, Suiza         |                                             |
| 2015 | Olhar de Cinema                                                                 | Curitiba, Brasi          |                                             |
| 2015 | IberoDocs                                                                       | Edimburgo, Escocia       |                                             |
| 2015 | DocuDays International Human Rights Documentary Festival                        | Kiev, Ucrania            | Competencia Internacional                   |
| 2015 | Punto de Vista FOCO                                                             | Navarra, España          |                                             |
| 2015 | Panorámica Film Festival                                                        | Estocolmo, Suecia        |                                             |
| 2015 | 19° Festival de Cine de Lima                                                    | Lima, Perú               |                                             |
| 2015 | Academia de Cine de Madrid – Premios GOYA                                       | Madrid, España           | Preselección Goya                           |
| 2016 | Festival de Cine de Derechos Humanos de Uruguay "Tenemos que ver"               | Uruguay                  | Mejor Documental                            |
| 2016 | Barcelona Casa de América – LAT CINEMA                                          | Barcelona, España        |                                             |
| 2016 | Innsbruck International Film Festival                                           | Innsbruck Austria        |                                             |
| 2016 | DocumentaQro                                                                    | México                   | Competencia premio del público              |
| 2016 | FICViña                                                                         | Viña del Mar, Chile      | Competencia Internacional                   |
| 2017 | Cine co Cultura Film Festival                                                   | Ithaca, Estados Unidos   |                                             |
| 2018 | Cicla                                                                           | Bogotá, Colombia         |                                             |
| 2018 | Festival Internacional de Cine de los Derechos Humanos                          | Sucre, Bolivia.          |                                             |
| 2018 | 22° Edición del Festival de Cine Latinoamericano (Latin American Film Festival) | Ottawa, Canadá           |                                             |